# Trappe à liquidité
La trappe à liquidité, ou piège à liquidité (de l'anglais liquidity trap), est un phénomène économique au cours duquel, « une fois que le taux d'intérêt a chuté en dessous d'un certain niveau, la préférence pour la liquidité est telle qu'elle devient absolue, dans le sens où presque tout le monde préfère conserver de la monnaie plutôt que de détenir de la dette, du fait du taux d'intérêt si bas ». Ce phénomène a été proposé par l'analyse keynésienne, dont le but est d'expliquer quand la banque centrale devient incapable de stimuler l'économie par la voie monétaire.

## Concept

### Un mécanisme de fuite macroéconomique
Une trappe à liquidité a lieu lorsque les gens thésaurisent de la monnaie, souvent parce qu'ils s'attendent à de la déflation, une demande agrégée insuffisante, ou une guerre. Le plus souvent, une trappe à liquidité a lieu lorsque les taux d'intérêt sont proches de 0, ou lorsque l'offre de monnaie ne réussit pas à se traduire dans un changement du niveau du prix.
La trappe à liquidité est donc liée à l'activité de la banque centrale. Afin de relancer l'économie, celle-ci peut décider d'augmenter la masse monétaire d'un pays, afin d'entraîner une diminution du taux d'intérêt. Cette diminution est censée mener à une hausse de l'investissement et à une baisse de l'épargne, et in fine une hausse de la demande agrégée et donc de la croissance.
Cependant, en dessous d'un certain taux d'intérêt, cela ne fonctionne plus : les individus préfèrent conserver de l'argent liquide plutôt que des obligations. Passé le seuil de la trappe à liquidité, l'expansion monétaire ne conduit plus qu'à l'augmentation d'une demande de monnaie pour motif de spéculation et non de transaction, et ne peut dès lors plus alimenter une relance par la consommation. Un tel cas traduit non seulement des anticipations sur une remontée des taux futurs qui dégradera la valeur de tout actif obligataire (le rendement d'une obligation étant corrélé négativement à son taux d'intérêt), mais elle traduit également des anticipations trop pessimistes sur l'efficacité marginale du capital, compte tenu d'un manque de demande effective. Les agents économiques préfèrent dès lors détenir de la liquidité plutôt que de l'investir dans des actifs réels dont la rentabilité ne suffit pas à couvrir le prix du renoncement à la liquidité, ce qui bloque l'économie et l'empêche de retrouver le chemin de la croissance.

### Un potentiel phénomène auto-entretenu
Un pays peut théoriquement rester bloqué dans une trappe à liquidité. Si une économie s'enfonce dans une récession, une banque centrale diminue les taux d'intérêt nominaux, peut-être jusqu'à zéro. Mais parce que l'inflation est faible, elle ne peut pas diminuer les taux d'intérêt réels suffisamment pour relancer la demande, ce qui ne permet pas d'empêcher le ralentissement de l'activité. L'inflation faible se transforme en déflation, impliquant automatiquement une nouvelle hausse des taux d'intérêt réels. Cette augmentation amène un nouveau ralentissement de la demande, et la récession se transforme en dépression. Ayant baissé les taux d'intérêt nominaux à zéro, la banque centrale ne peut rien faire de plus pour réagir.

## Politiques
Plusieurs politiques publiques permettent théoriquement de relancer l'économie afin de l'éloigner de la trappe à liquidité. Récemment, Haskel et Westlake (2018) soutiennent que la politique industrielle est un moyen de sortir de la trappe à liquidité.

## Histoire

### Une découverte théorique
L'existence de la trappe à liquidité a été postulée par Keynes dans sa Théorie générale. Elle a été reprise par Hicks dans le cadre du modèle IS/LM, où le taux d'intérêt possède un taux minimum au-dessous duquel il ne peut plus descendre, car les spéculateurs préfèrent détenir tous leurs avoirs en monnaie.

### Une émergence tardive
La trappe à liquidité a fait l'objet de débats théoriques, son existence n'ayant jamais été prouvée. Cependant, plusieurs économistes, notamment néo-keynésiens comme Paul Krugman, ont fait remarquer que la « décennie perdue » au Japon, au cours des années 1990, présentait tous les symptômes d'une trappe à liquidité. À la suite du ralentissement économique, la Banque du Japon avait fait baisser ses taux nominaux, mais en raison de la déflation, les taux d'intérêt réels sont restés positifs et l'économie n'a pas été relancée.
En 2019, la situation dans la zone euro, vieillissante avec un taux directeur de la banque centrale européenne à 0 (phénomène de taux plancher zéro), et un niveau d'endettement élevé dans les prêts non productifs, la rapprochent du Japon de vingt années auparavant, ce qui fait craindre une situation similaire de trappe à liquidité.

## Débats économiques
Certains économistes remarquent que la trappe à liquidité n'est pas fatale à la politique monétaire, bien qu'elle constitue une de ses limites. En effet, la trappe à liquidité n'empêche pas les autorités monétaires d'augmenter la quantité de monnaie centrale par des opérations d'open market sur des effets publics, des devises, ou même des titres privés. Si l'accroissement de la liquidité qui en résulte peut augmenter les dépenses intérieures privées ou les exportations nettes (du fait des variations du taux de change), indépendamment des variations du taux d'intérêt nominal, alors la trappe à liquidité ne modifiera pas les autres mécanismes de transmission intacts.